# Lothey
Lothey (bret. Lotei) – miejscowość i gmina we Francji, w regionie Bretania, w departamencie Finistère.
Według danych na rok 1990 gminę zamieszkiwało 505 osób, a gęstość zaludnienia wynosiła 37 osób/km² (wśród 1269 gmin Bretanii Lothey plasuje się na 827. miejscu pod względem liczby ludności, natomiast pod względem powierzchni na miejscu 713.).